# Epalpus consanguineus
Epalpus consanguineus är en tvåvingeart som först beskrevs av Wulp 1892.  Epalpus consanguineus ingår i släktet Epalpus och familjen parasitflugor. Inga underarter finns listade i Catalogue of Life.